# Didemnum mutabile
Didemnum mutabile är en sjöpungsart som beskrevs av Monniot 1987. Didemnum mutabile ingår i släktet Didemnum och familjen Didemnidae. Inga underarter finns listade i Catalogue of Life.